# Trådløst datanet
Trådløse datanet er telefoni eller datanet, som anvender trådløse forbindelser, som f.eks. radiofoni som deres bærer og dermed på det fysiske lag; lag 1 i OSI-modellen. Trådløst vil sige at der ikke anvendes en ubrudt "tråd" mellem datanoderne – altså ikke ledninger eller optiske fibre.
Her er eksempler på datakommunikation, der anvender trådløse datanet:
- IrDA – Infrarød datakommunikation.
- Optisk datakommunikation – f.eks. ved anvendelse af synligt lys eller infrarød gennem atmosfæren eller mellem satellitter.
- Radionet er en ægte delmængde af trådløse datanet.

Trådløste datanet kan anvendes til at forbinde bærbare computere, PDA'er, mobiltelefoner og infostandere.
Et lokalt trådløst datanet kaldes et WLAN.